# Айдзіма Тіакі
Тіакі Айдзіма (яп. 飯島千晶; нар. 26 листопада 1990, префектура Канаґава) — японська борчиня вільного стилю, чемпіонка Азії.

## Життєпис
Боротьбою почала займатися з 1996 року. У 2007 році стала чемпіонкою Азії серед кадетів. Наступного року повторила цей успіх на чемпіонату Азії серед юніорів. Того ж року завоювала бронзову медаль чемпіонату світу серед юніорів. У 2010 році на цих же змаганнях знову здобула бронзову нагороду.
Тренер — Томіяма Хідеакі.
Випускниця середньої школи Абе Гакуїн та Ніхонського університету, Токіо.

## Спортивні результати на міжнародних змаганнях

### Виступи на Чемпіонатах світу
| Змагання                        | Збірна | Вагова категорія          | Місце |
| ------------------------------- | ------ | ------------------------- | ----- |
| Чемпіонат світу з боротьби 2015 | Японія | жіноча боротьба, до 75 кг | 13    |

### Виступи на Чемпіонатах Азії
| Змагання                       | Збірна | Вагова категорія          | Місце  |
| ------------------------------ | ------ | ------------------------- | ------ |
| Чемпіонат Азії з боротьби 2010 | Японія | жіноча боротьба, до 67 кг | Золото |

### Виступи на Кубках світу
| Змагання                    | Збірна | Вагова категорія          | Місце |
| --------------------------- | ------ | ------------------------- | ----- |
| Кубок світу з боротьби 2013 | Японія | жіноча боротьба, до 67 кг | 5     |

### Виступи на інших змаганнях
| Змагання                                                | Збірна | Вагова категорія          | Місце  |
| ------------------------------------------------------- | ------ | ------------------------- | ------ |
| Klippan Lady Open 2008                                  | Японія | жіноча боротьба, до 67 кг | 5      |
| Чемпіонат світу з боротьби серед студентів 2010         | Японія | жіноча боротьба, до 67 кг | 7      |
| Золотий Гран-прі з боротьби 2012 (Баку)                 | Японія | жіноча боротьба, до 67 кг | Бронза |
| Міжнародний турнір Ньюйоркського атлетичного клубу 2012 | Японія | жіноча боротьба, до 67 кг | Золото |
| Гран-прі «Іван Яригін» 2015                             | Японія | жіноча боротьба, до 75 кг | 9      |
| Міжнародний меморіал Дейва Шульца 2017                  | Японія | жіноча боротьба, до 68 кг | 4      |

### Виступи на змаганнях молодших вікових груп
| Змагання                                      | Збірна | Вагова категорія          | Місце  |
| --------------------------------------------- | ------ | ------------------------- | ------ |
| Чемпіонат Азії з боротьби серед кадетів 2007  | Японія | жіноча боротьба, до 70 кг | Золото |
| Чемпіонат Азії з боротьби серед юніорів 2008  | Японія | жіноча боротьба, до 67 кг | Золото |
| Чемпіонат світу з боротьби серед юніорів 2008 | Японія | жіноча боротьба, до 67 кг | Бронза |
| Чемпіонат світу з боротьби серед юніорів 2009 | Японія | жіноча боротьба, до 67 кг | 5      |
| Чемпіонат світу з боротьби серед юніорів 2010 | Японія | жіноча боротьба, до 67 кг | Бронза |